# Antiseptique
Un antiseptique est un désinfectant à usage corporel ; c'est une substance qui détruit ou prévient le développement des agents infectieux (microorganismes ou virus) sur la peau ou les muqueuses. Les antiseptiques sont à distinguer des antibiotiques, qui agissent seulement contre les bactéries et sont administrés par injection ou par voie orale, et des bactériophages qui sont des produits contenant des virus prédateurs des bactéries. Sur le plan règlementaire, les antiseptiques sont des médicaments nécessitant une autorisation de mise sur le marché.
L'antisepsie fut étudiée expérimentalement au XVIIIe siècle par John Pringle. Joseph Lister, inspiré par les travaux de Pasteur sur les fermentations, fut un des pionniers et le plus efficace vulgarisateur de l'application de l'antisepsie à la chirurgie.

## Produits antiseptiques

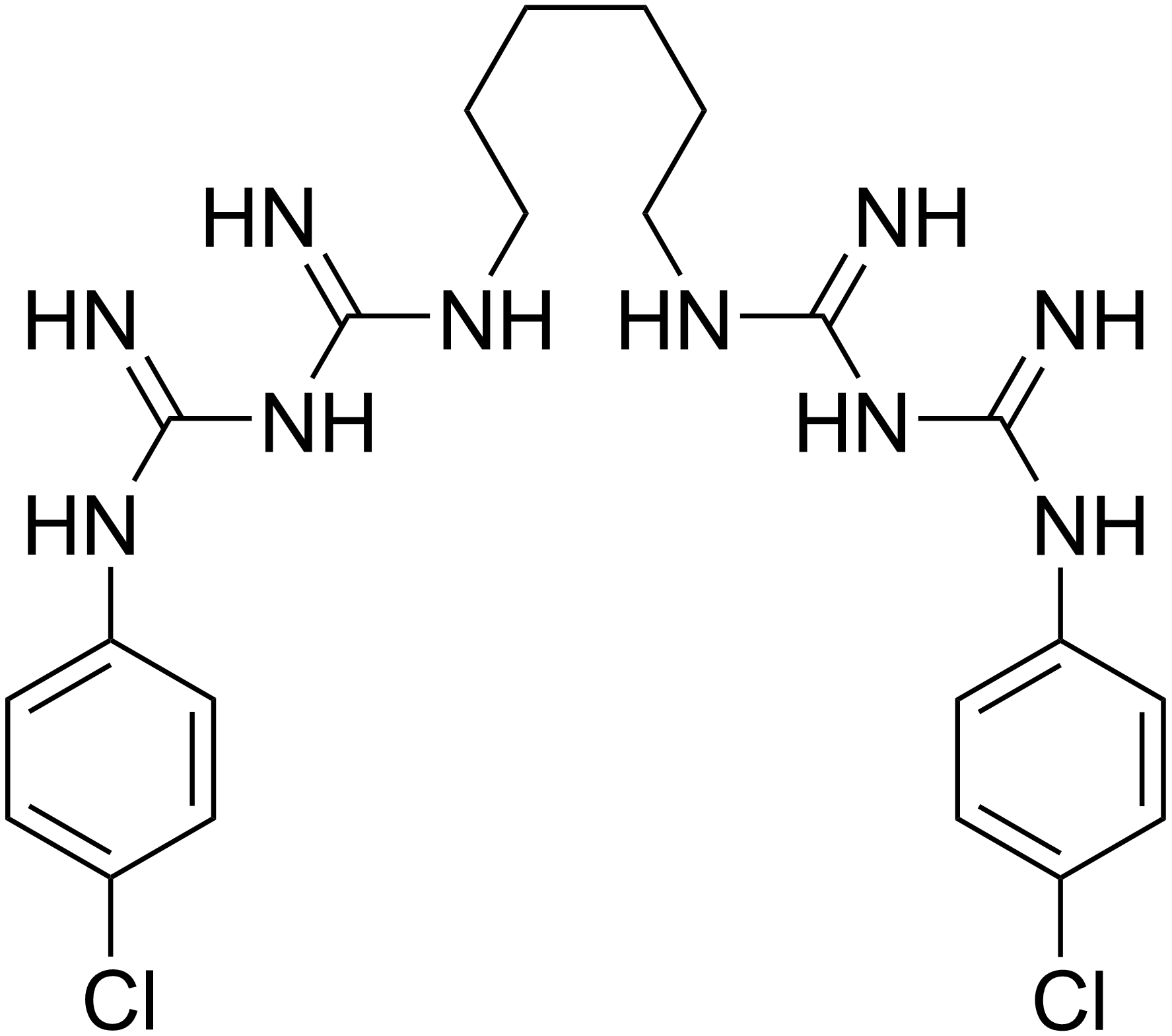
Formule chimique de la chlorhexidine.

Il existe plusieurs classes de produits antiseptiques, déterminées selon leur structure chimique et leur efficacité. Les antiseptiques majeurs regroupent les biguanides (chlorhexidine), les dérivés iodés (povidone iodée), les dérivés chlorés (hypochlorite de sodium), et les alcools (éthanol),. Les différentes classes d'antiseptiques ne doivent pas être mélangées ni combinées, sous peine d'inactivation, voire d'entraîner la formation de produits irritants. Certains antiseptiques existent sous forme de solution aqueuse ou de solution alcoolique. En dehors d'une contre-indication occasionnelle, la forme alcoolique doit être préférée. En effet, l'action est plus rapide, et l'indice de pénétration de l'antiseptique meilleur. La concentration et la pénétration du di-iode est ainsi augmentée.
Les antiseptiques mineurs regroupent les colorants, comme l'éosine, la solution de Milian, la fluorescéine, ou le Bleu de méthylène.
D'autres classes, moins utilisées, existent. Les composés organomercuriels ne sont plus fabriqués. Les oxydants comprennent l'eau oxygénée et le permanganate de potassium. Les ammoniums quaternaires sont, eux, dominés par le chlorure de benzalkonium.
La rémanence est le temps durant lequel persiste l'action antiseptique en absence de nouvelle application. L'éthanol, par exemple, ne possède pas de rémanence, tandis que celle de la povidone iodée est de trois heures.

## Utilisation

### Généralités
Les antiseptiques sont utilisés de plusieurs manières. Ils peuvent servir à désinfecter une plaie souillée, sur peau lésée, mais aussi sur peau saine à préparer le champ opératoire. À cette fin, il existe différents types de produits adaptés à l'utilisation cutanée ou muqueuse, orale comme gynécologique.
Les antiseptiques permettent l'élimination de la flore cutanée transitoire, et la réduction de la flore résidente.

### Protocoles antiseptiques

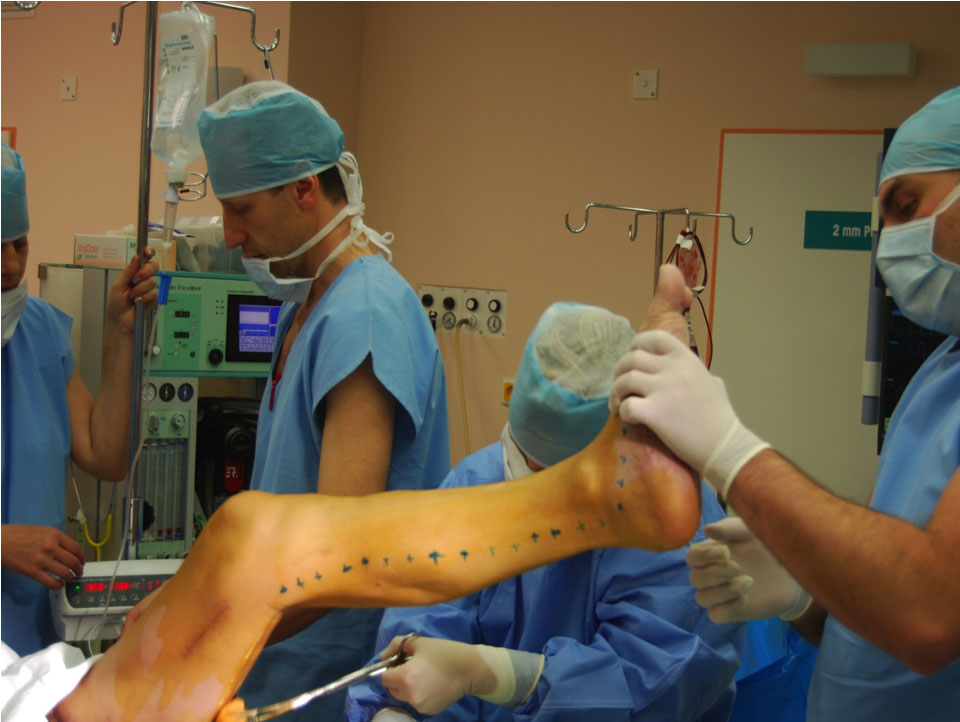
Exemple d'antisepsie cutanée avant une intervention chirurgicale. La coloration orangée est caractéristique des dérivés iodés. Le produit est appliqué par une personne en tenue stérile, avec une compresse stérile tenue à l'extrémité d'une pince.

Le choix du protocole doit être adapté au niveau de risque. On distingue les procédures en un temps (passage unique d'une solution alcoolique) pour les gestes à faible risque, en deux temps (deux passages avec un antiseptique majeur) pour les gestes à risque intermédiaire, et enfin en quatre temps pour les gestes à risque élevé de contamination. Cette dernière procédure comporte en premier lieu une détersion par un savon antiseptique, qui est rincé, puis la peau est séchée. Enfin, le dernier temps est un badigeon par un antiseptique majeur de la même classe.

### Conservation
La durée de conservation des antiseptiques dépend à la fois du produit et du conditionnement. Les conditionnements en uni-dose, de même que les solutions diluées, doivent être jetés après utilisation. Les conditionnements multidoses se conservent, eux, pendant un mois. À cette fin, la date d'ouverture doit être écrite sur le flacon, qui doit être rebouché après utilisation. L'antiseptique ne doit pas être transvasé, ni reconditionné.

## Spectre d'activité
Les différentes classes d'antiseptiques ne possèdent pas le même spectre antimicrobien. Pour toutes, l'activité létale est maximale envers les bactéries. Les biguanides sont peu actifs sur les champignons, et inactifs sur les spores, au contraire des dérivés iodés et chlorés et de l'éthanol. Les virus sont difficilement inactivés par les biguanides et l'éthanol, alors que les dérivés iodés et chlorés possèdent une activité létale modérée.